# Витте, Эманюэл де
Эманюэль де Витте, Эмануэль де Витте, Мануэль де Витт (нидерл. Emanuel de Witte, Manuel de Witt; ок. 1617, Алкмар — 1692, Амстердам) — голландский архитектор и живописец. Как живописца его относят к малым голландцам «Золотого века голландской живописи». Де Витте — мастер изображения архитектурных интерьеров, а также картин бытового и пейзажного жанров.

## Биография
Де Витте родился в Алкмаре, провинция Северная Голландия. Изучал геометрию под руководством отца, школьного учителя. Он получил хорошее образование, а навыки живописца получил в родном городе в мастерской Цезаря ван Эвердингена, мастера картин на мифологические и религиозные сюжеты.
В 1636 году де Витте был принят в Алкмаре мастером в Гильдию Святого Луки. С 1637 по 1639 год он был учеником живописца Эверта ван Алста в Делфте. Затем два года работал в Роттердаме. В 1640—1651 годах де Витте снова жил в Делфте. Известно сравнительно немного картин того времени. В этот период де Витте, будучи страстным игроком, нажил карточные долги. Тогда же художник женился на Гертье Ариенс ван де Велде. У него было двое детей, оба крестились в Ауде Керк (Старой церкви). В Делфте де Витте снимал дешёвый дом в Ньюве Лангендике. В 1651 году переехал в Амстердам, где в 1655 году умерла его первая жена. В том же году де Витте женился повторно на 23-летней Лисбет Лодевикс ван дер Пласс. Она оказала дурное влияние на дочь художника. В декабре 1659 года обе были арестованы за кражу у соседа. Беременной Лисбет пришлось покинуть город на шесть лет; она жила за городскими стенами и умерла в 1663 году.
Де Витте отличался крайностями в поведении, был азартным игроком, задирой (известно о его драке с Герардом де Лерессом), то и дело влезал в долги, менял место жительства, разрывал контракты с торговцами картинами. Он постоянно бедствовал и был вынужден сбывать свои картины за бесценок либо расплачиваться ими за еду и жильё. Примерно в 1688 году он переехал к Хендрику ван Стрику в обмен на обучение его рисованию церковных интерьеров. По сведениям Арнольда Хоубракена, автора знаменитых жизнеописаний нидерландских художников, после спора об арендной плате де Витте семидесяти пятилетним стариком повесился на перилах моста через канал в Амстердаме в 1692 году. Верёвка порвалась, и де Витте утонул. Поскольку в ту ночь канал замёрз, его труп нашли только одиннадцать недель спустя.

## Творчество
Эманюэл де Витте писал портреты, картины на мифологические и религиозные сюжеты. После переезда в Амстердам всё более занимался изображениями интерьеров голландских протестантских, реже католических, церквей, соревнуясь в этом с Питером Санредамом. Но в отличие от картин Санредама, который подчёркивал точность и лаконичную красоту голландской архитектуры, де Витте более заботился об атмосфере своих интерьеров, наполненных людьми. Де Витте также создавал картины бытового жанра, в частности он обратился к изображению рынков. В 1662—1663 годах художник написал картину «Новый рыбный рынок в Амстердаме». На картине изображена заказчица и её дочь. Де Витте преодолевал характерную для голландского искусства разграниченность жанров, он часто совмещал в одной композиции бытовые зарисовки, пейзаж, натюрморт, даже портрет.
В ряде случаев он комбинировал детали разных церквей, изображая некий обобщённый храм. Но особенно его занимали посетители церкви, нередко — в сопровождении собак, а также игра света и тени в церковном интерьере, освещённом яркими лучами солнца. На его картинах «прихожане слушают проповеди, молятся, осматривают гробницы или просто проводят время в разговорах… Никто лучше де Витте не передавал поэтического настроения храмовых интерьеров, всегда воспринимаемых им в единстве с наполняющими их людьми».
Он также писал анфилады комнат жилых интерьеров, совмещая изображение архитектурной перспективы с бытовыми сценками и жителями, занятыми обыденными делами, но всё с той же всепроникающей поэтической атмосферой.
Произведения де Витте хранятся в музеях Роттердама, Делфта, Лондона, Лилля, Берлина, Цюриха, Санкт-Петербурга, других собраниях и частных коллекциях. В санкт-петербургском Эрмитаже хранятся три картины де Витте, в московском Музее изобразительных искусств имени А. С. Пушкина — три картины художника.

## Галерея

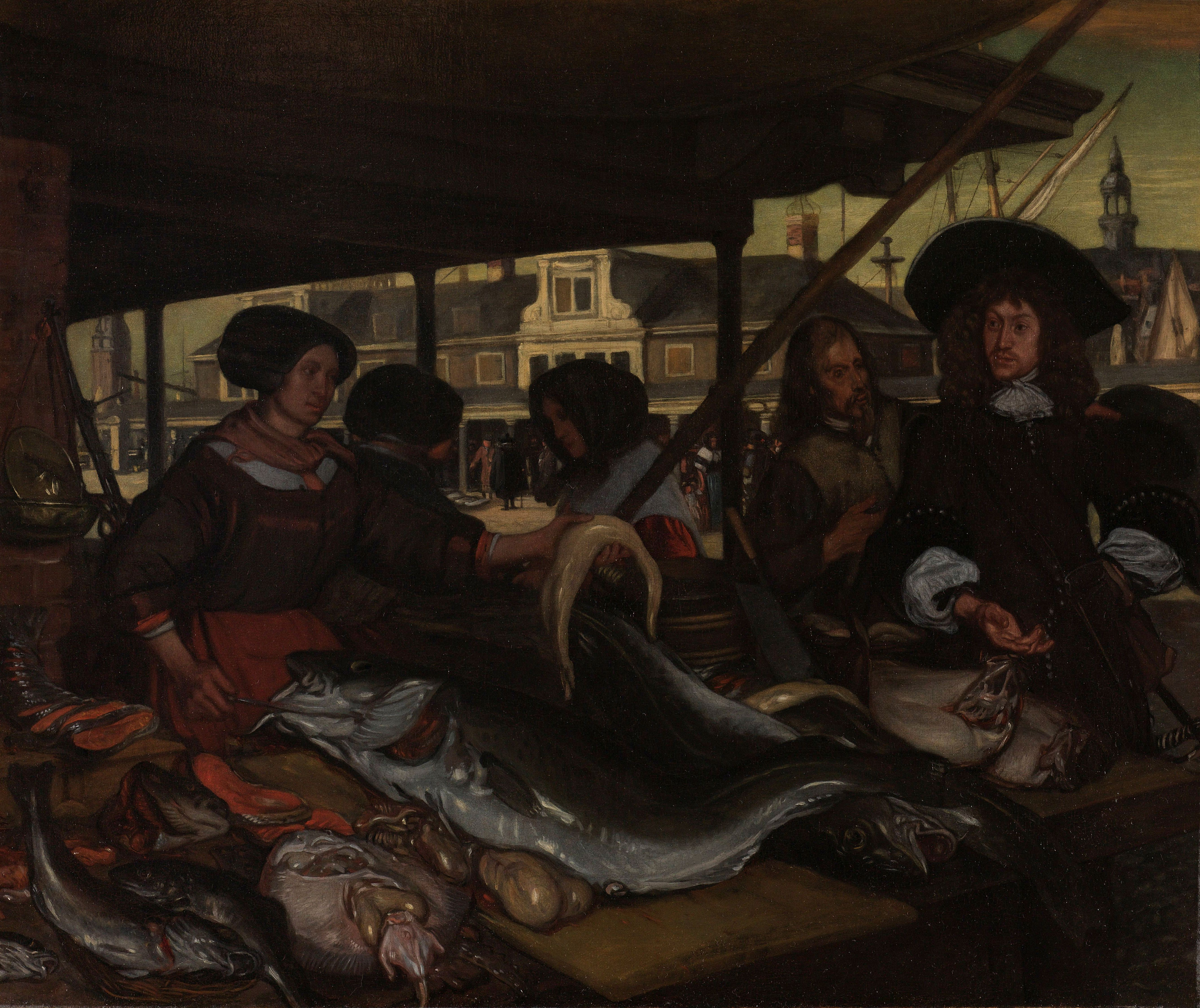
Новый рыбный рынок в Амстердаме. 1662—1663. Холст, масло. Рейксмюсеум, Амстердам
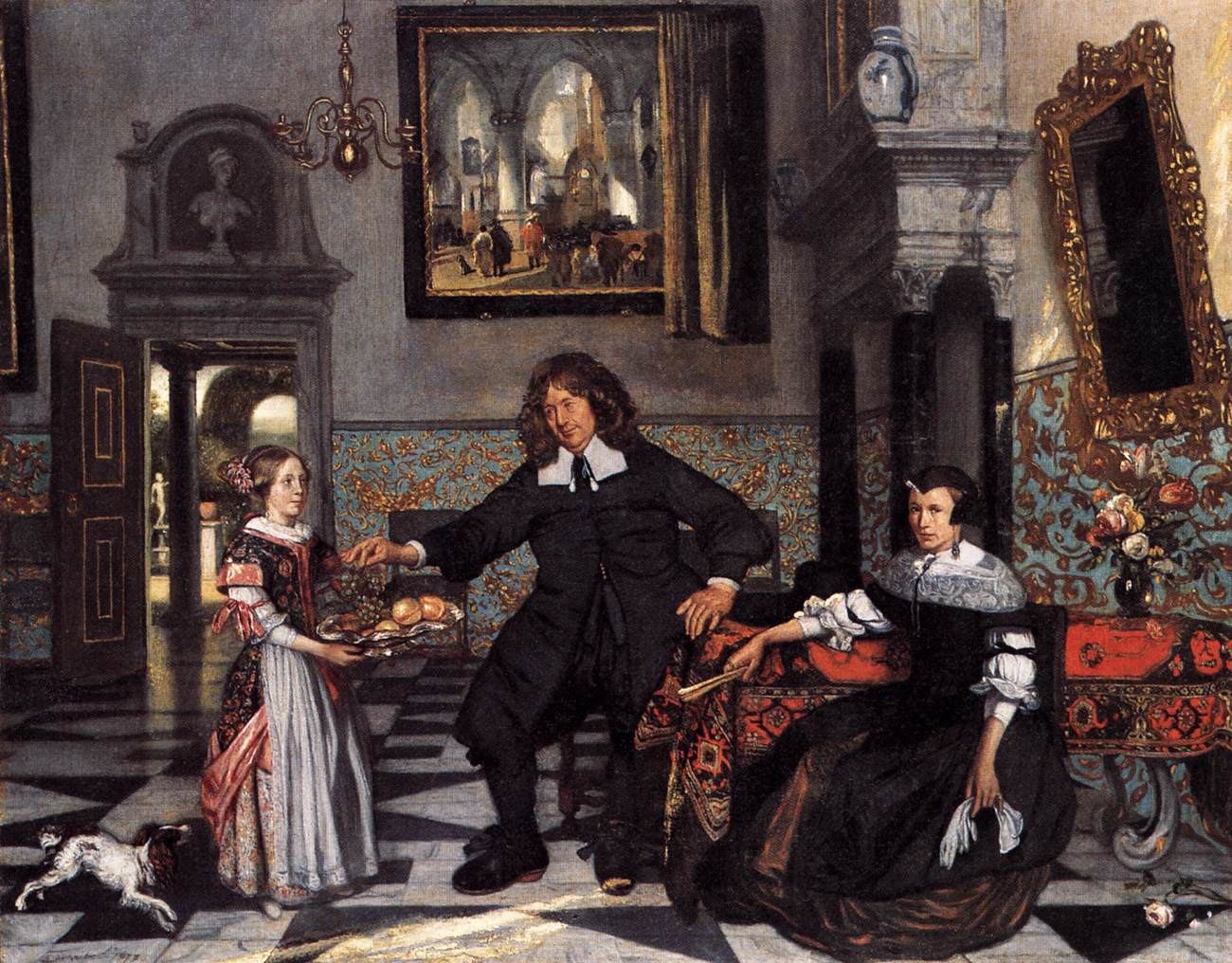
Портрет семьи в интерьере. 1678. Холст, масло. Старая Пинакотека, Мюнхен
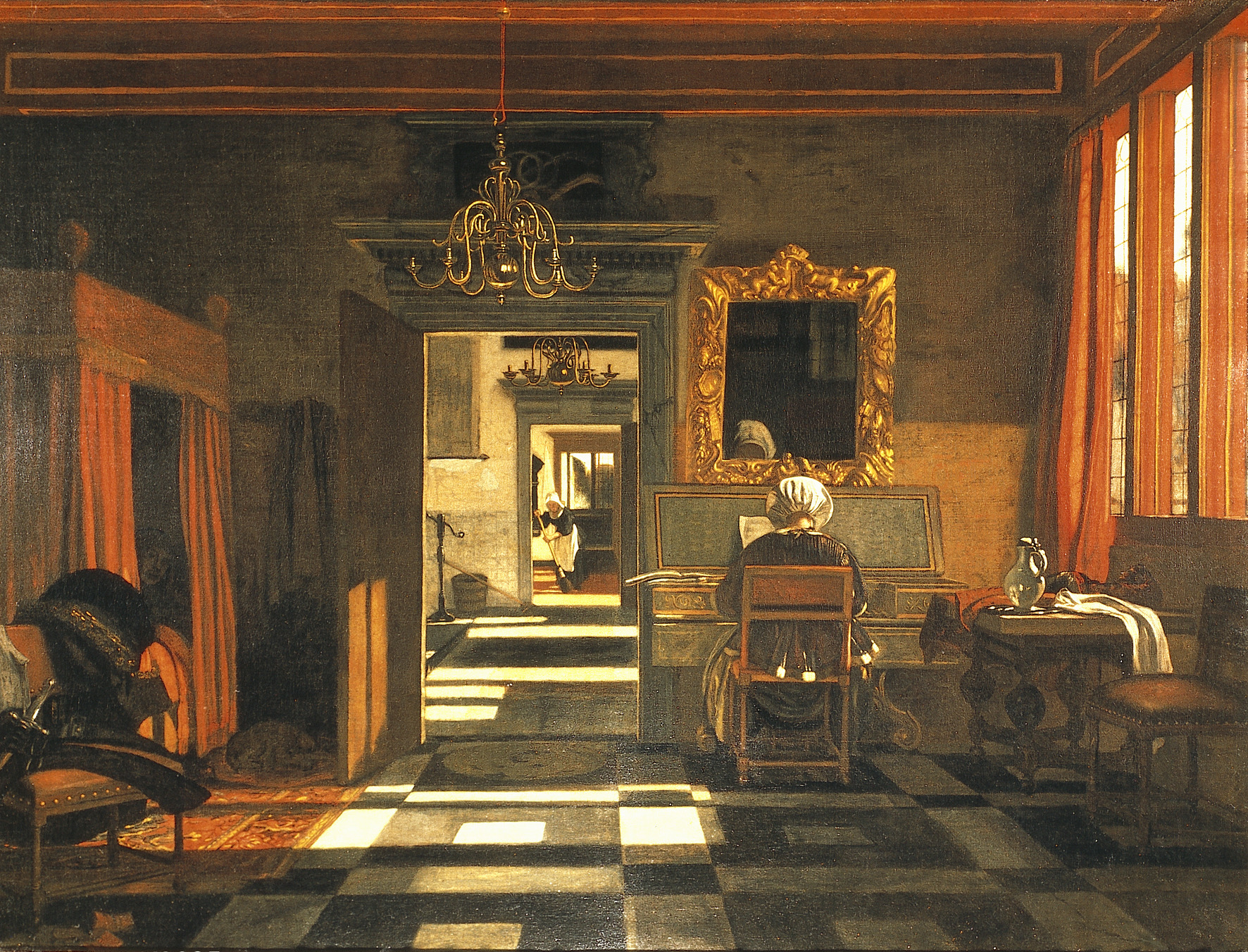
Интерьер с девушкой, играющей на вёрджинеле. Между 1665 и 1670. Холст, масло. Музей Бойманса—ван Бёнингена, Ротердам
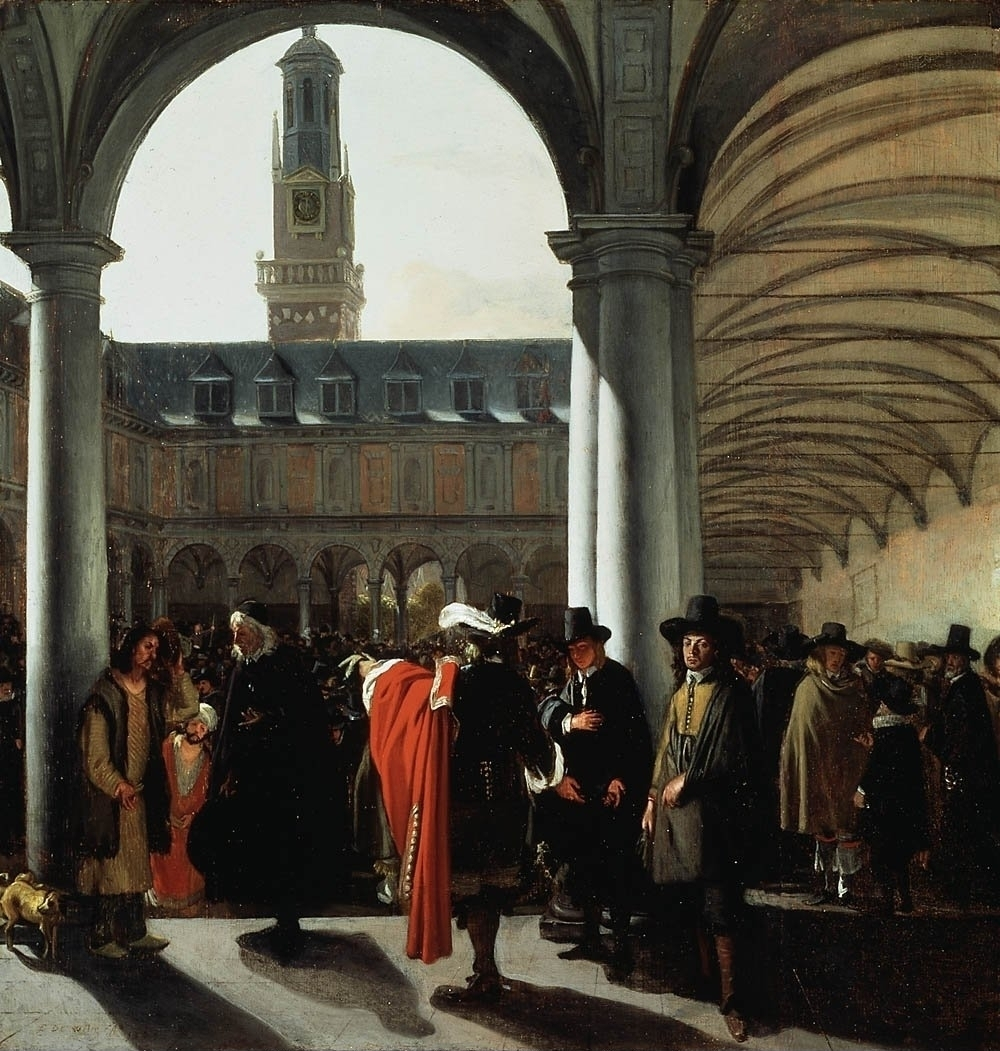
Двор фондовой биржи в Амстердаме. 1653. Дерево, масло. Музей Бойманса—ван Бёнингена, Роттердам
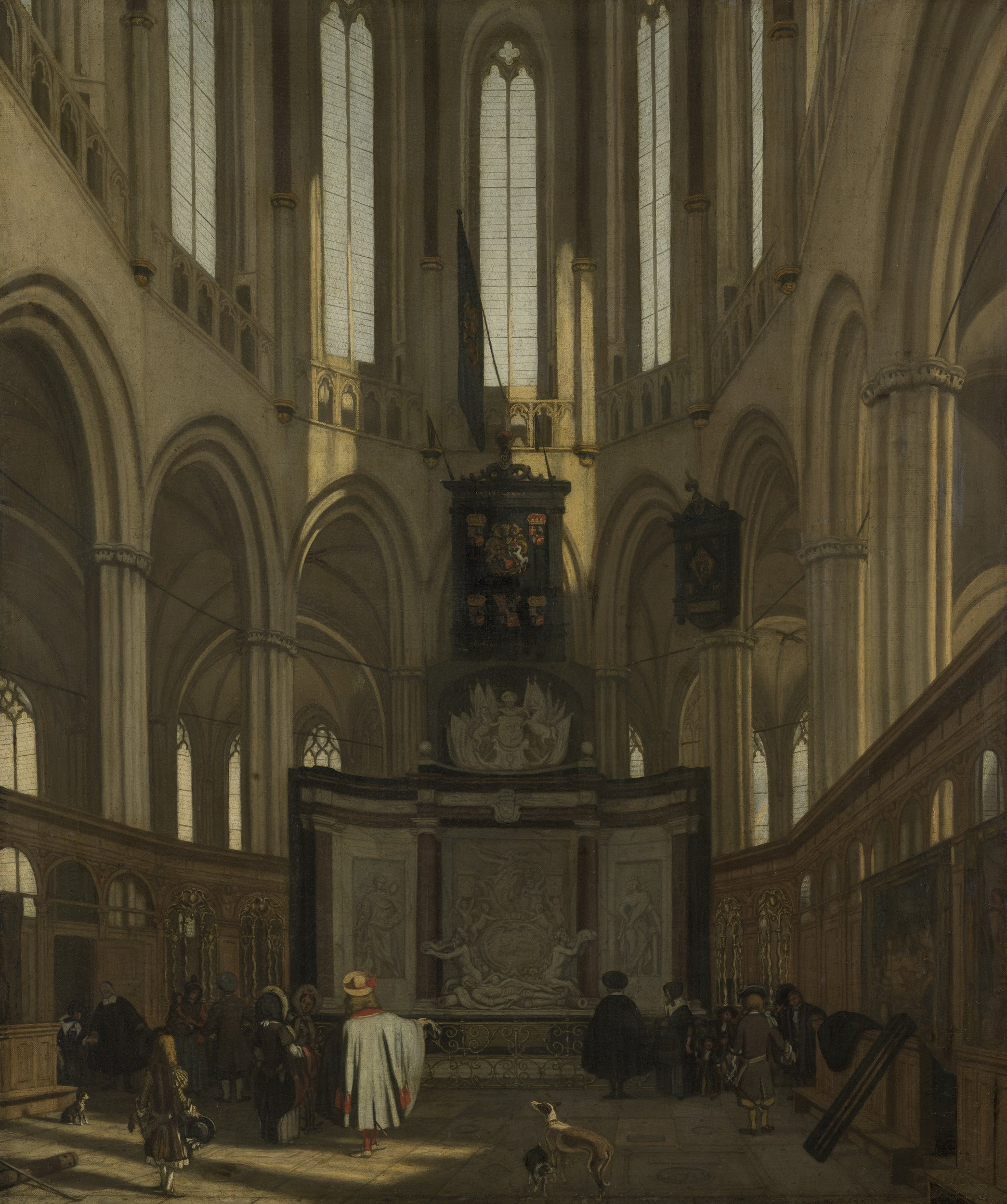
Хор Новой церкви в Амстердаме с гробницей Михеля де Рюйтера. 1683. Холст, масло. Исторический музей, Амстердам
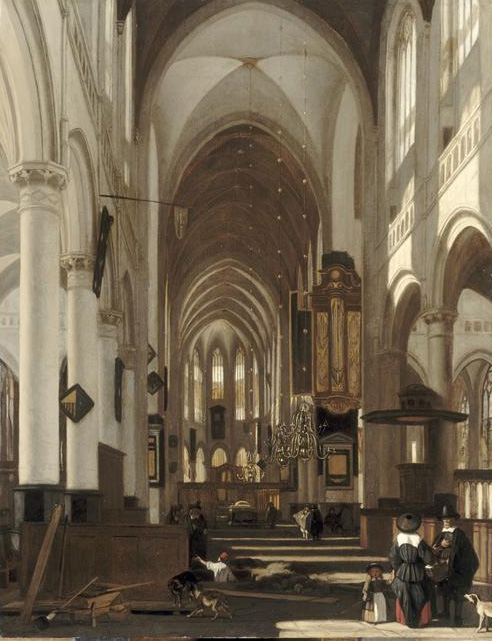
Внутренний вид церкви. Ок. 1669. Холст, масло. Лувр, Париж
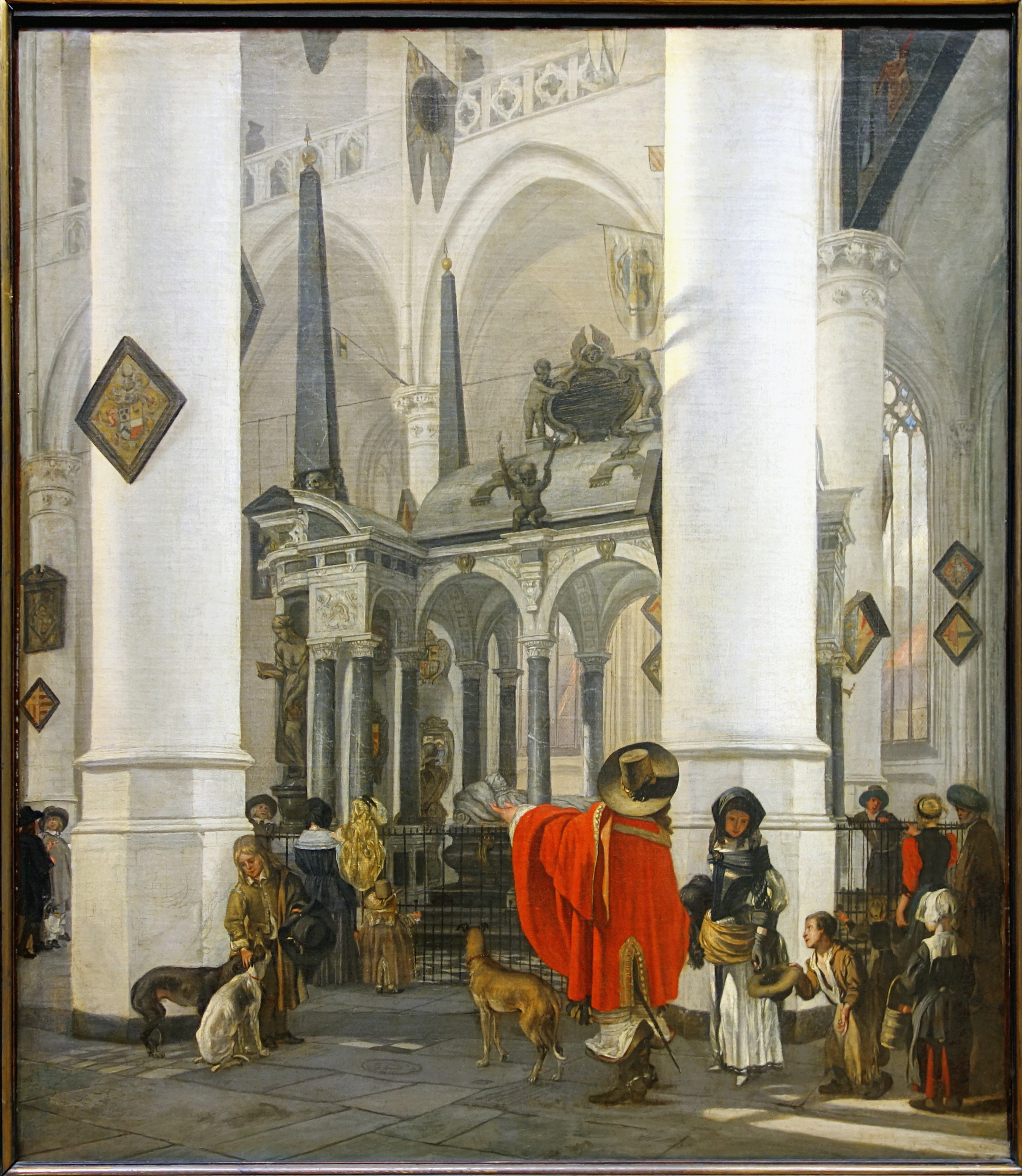
Интерьер Новой церкви в Делфте с гробницей Гийома д'Оранж-Нассау. 1656. Холст, масло. Дворец изящных искусств, Лилль
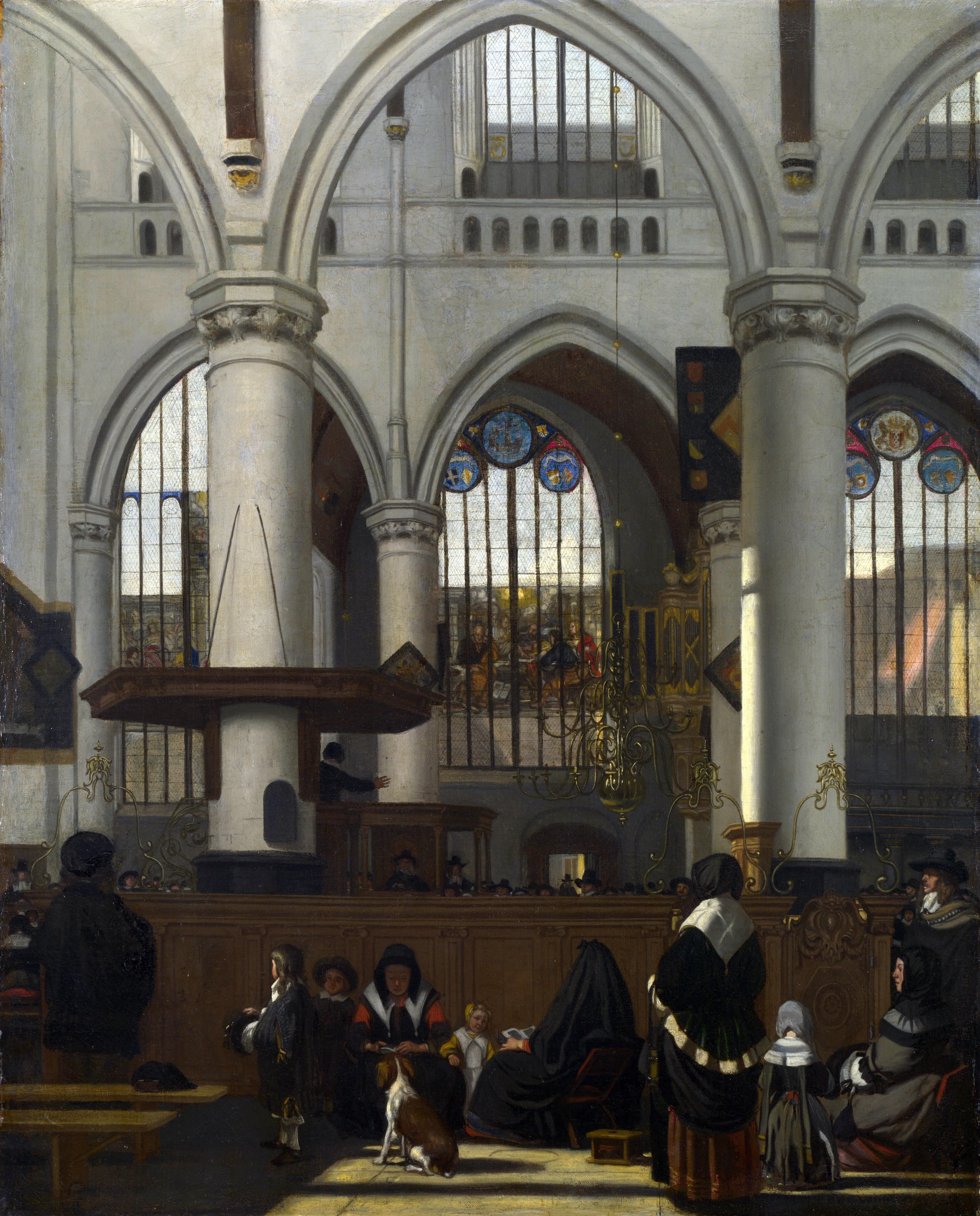
Интерьер Старой церкви в Амстердаме. Между 1658 и 1659. Холст, масло. Национальная галерея, Лондон
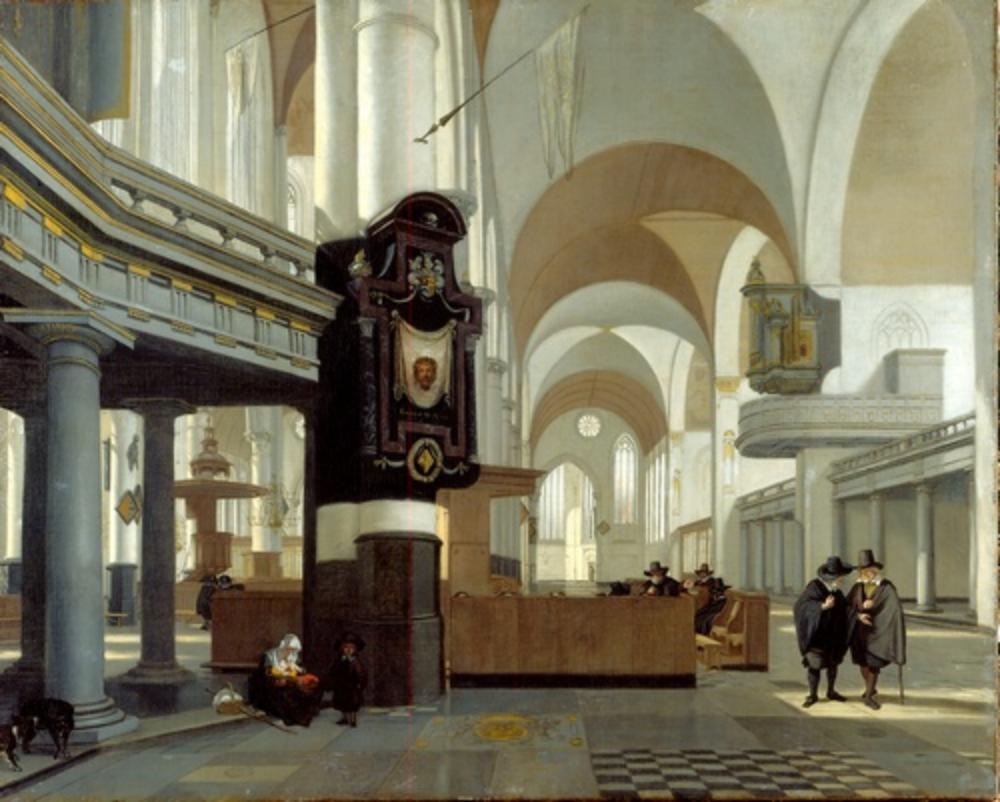
Внутренний вид Старой церкви в Амстердаме. 1660. Холст, масло. Государственная галерея искусств, Штутгарт
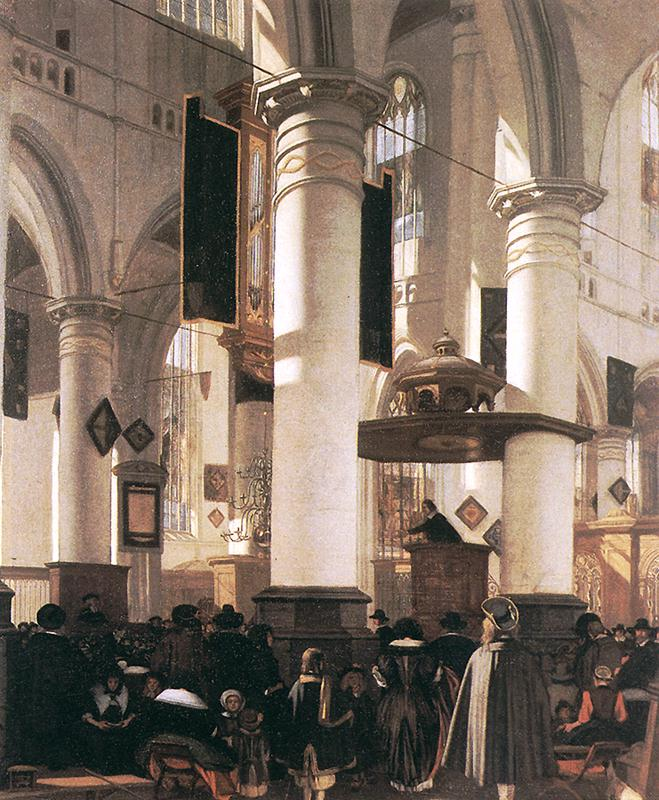
Интерьер кальвинистской церкви. Ок. 1660. Холст, масло. Государственный Эрмитаж, Санкт-Петербург
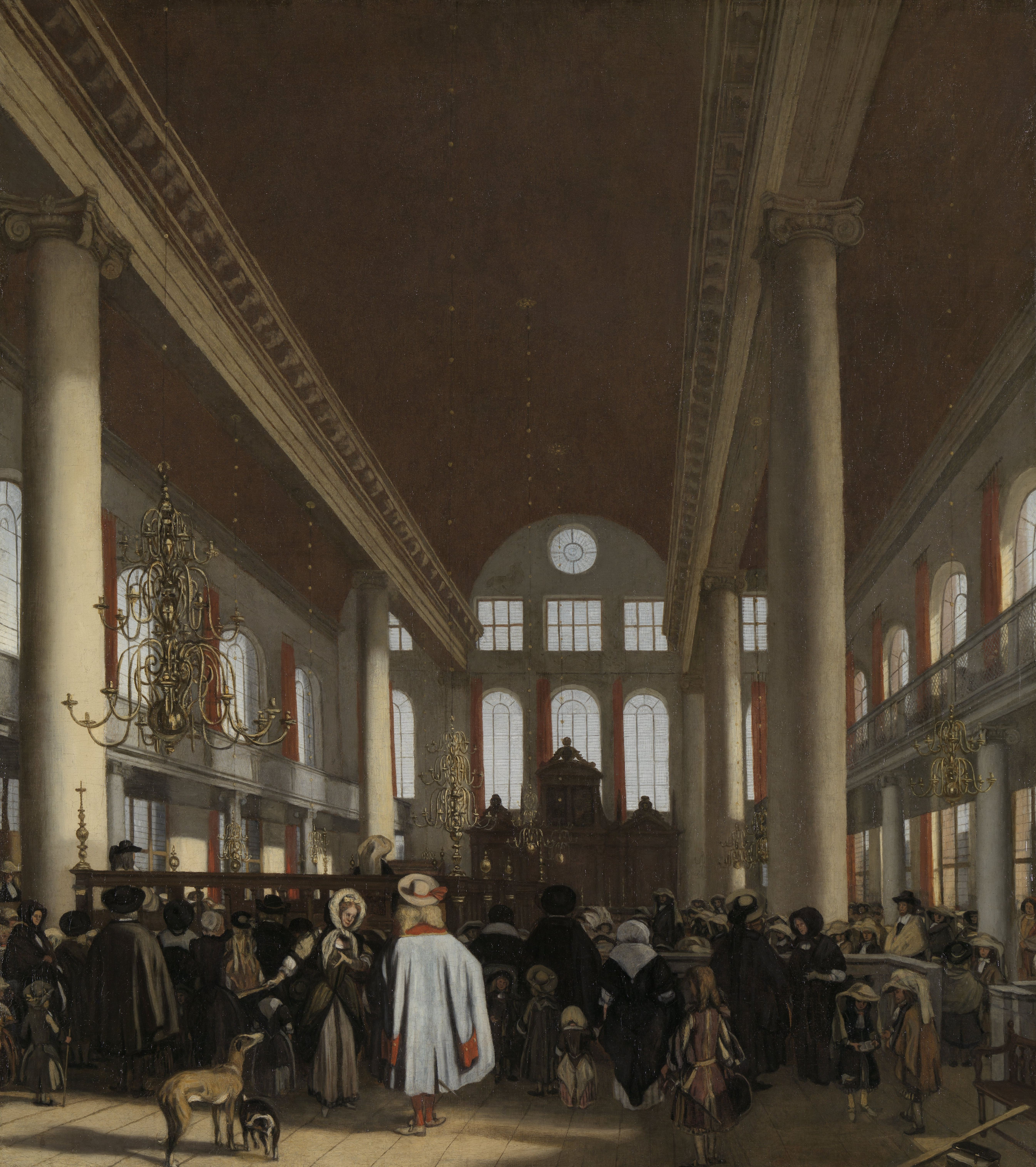
Интерьер португальской синагоги в Амстердаме. 1680. Холст, масло. Рейксмюсеум, Амстердам
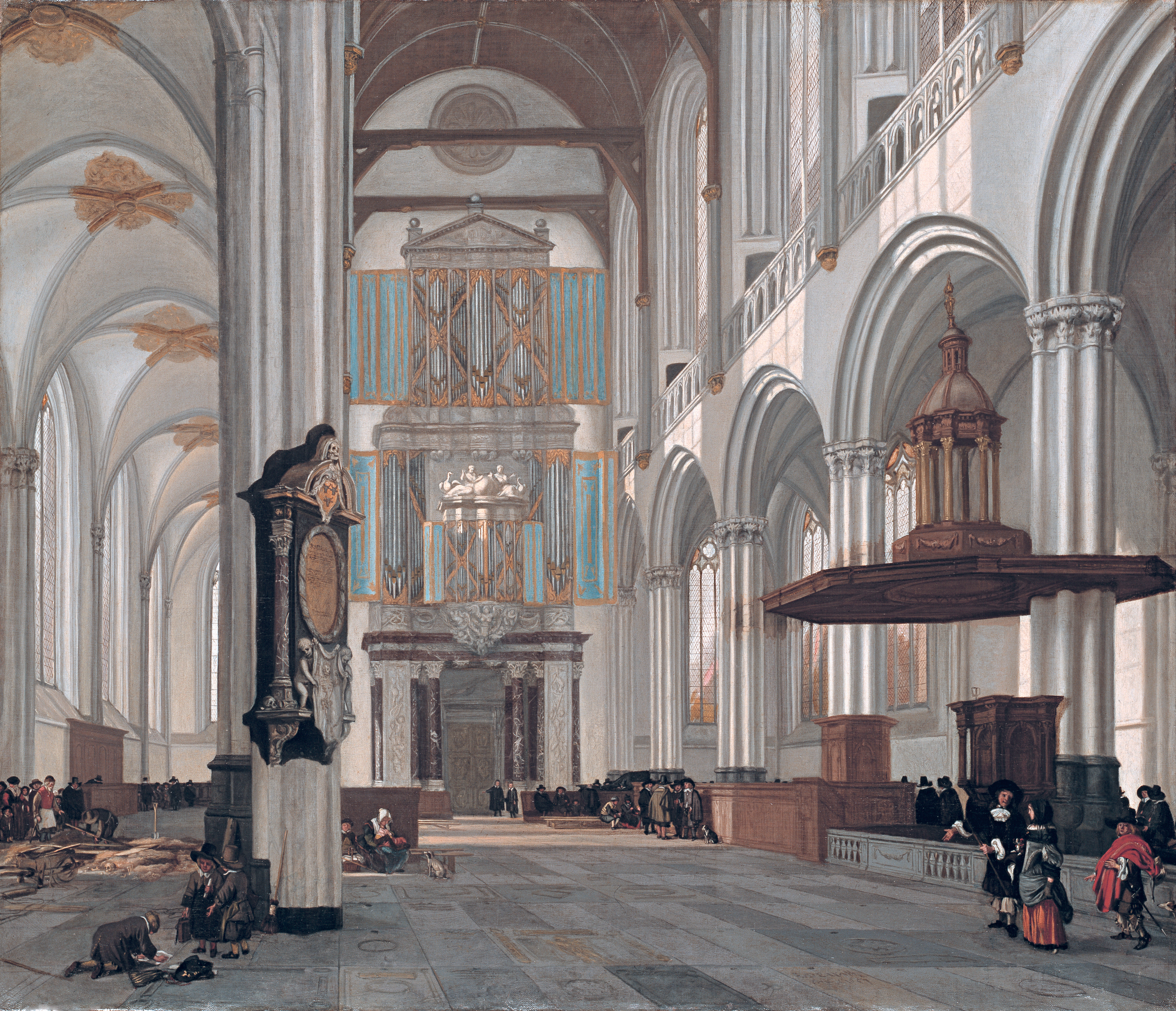
Интерьер Новой церкви в Амстердаме. 1657. Холст, масло. Музей искусств Тимкена, Сан-Диего, США
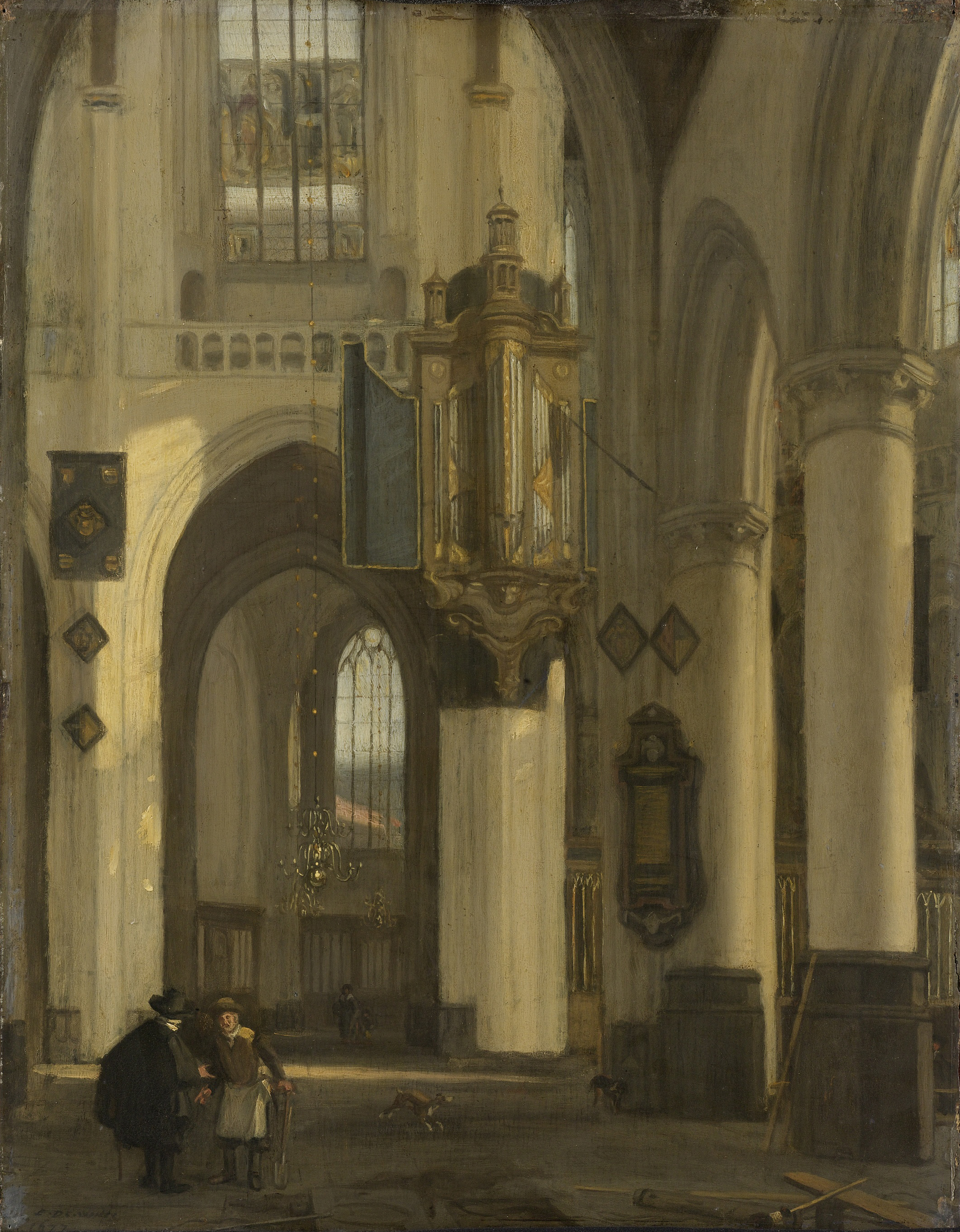
Интерьер протестантской церкви по мотивам Старой и Новой церкви в Амстердаме. 1677. Дерево, масло. Рейксмюсеум, Амстердам